# Liste der Biografien/Bon
Liste der Biografien |
Portal Biografien |
Personensuche
# |
A |
B |
C |
D |
E |
F |
G |
H |
I |
J |
K |
L |
M |
N |
O |
P |
Q |
R |
S |
T |
U |
V |
W |
X |
Y |
Z |
?
 
Ba |
Be |
Bd |
Bg |
Bh |
Bi |
Bj |
Bl |
Bm |
Bn |
Bo |
Br |
Bs |
Bu |
Bw |
By |
Bz
 
Boa–Boc |
Bod |
Boe |
Bof |
Bog |
Boh |
Boi–Bok |
Bol |
Bom |
Bon |
Boo |
Bop |
Boq |
Bor |
Bos |
Bot |
Bou |
Bov–Boz
 
Bona |
Bonc |
Bond |
Bone |
Bonf |
Bong |
Bonh |
Boni |
Bonj |
Bonk |
Bonl |
Bonm |
Bonn |
Bono |
Bonp |
Bonq |
Bonr |
Bons |
Bont |
Bonu |
Bonv |
Bonw |
Bonx |
Bony |
Bonz
Die Liste der Biografien führt alle Personen auf, die in der deutschsprachigen Wikipedia einen Artikel haben. Dieses ist eine Teilliste mit 22 Einträgen von Personen, deren Namen mit den Buchstaben „Bon“ beginnt.

## Bon
- Bon Compagni di Mombello, Carlo (1804–1880), italienischer Jurist, Pädagoge und Staatsmann
- Bon di Venezia, Anna (* 1738), italienische Komponistin, Sängerin und Cembalistin
- Bon Jovi, Jon (* 1962), US-amerikanischer Sänger, Gitarrist, Komponist und SchauspielerJon Bon Jovi (* 1962)

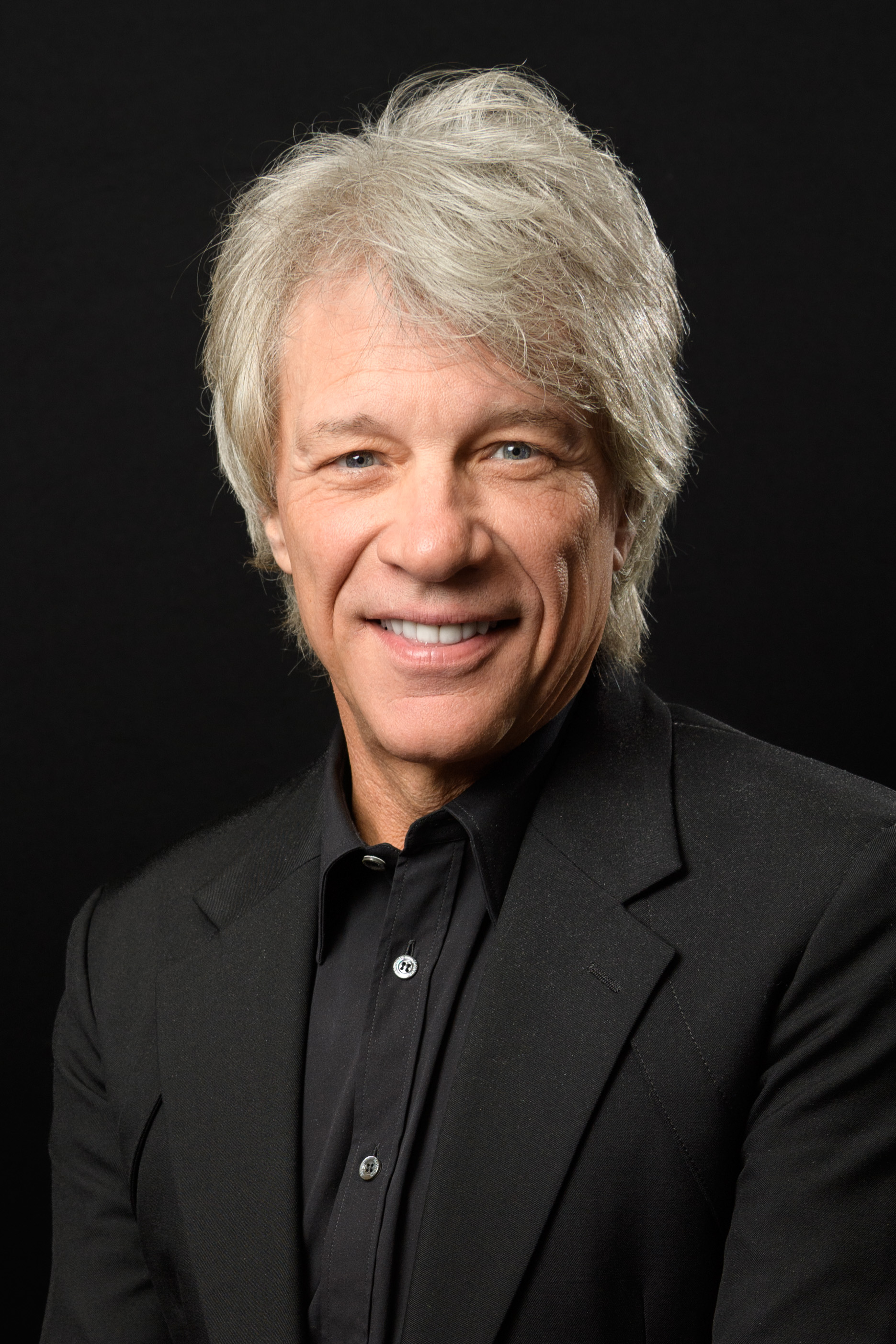
Jon Bon Jovi (* 1962)

- Bon Mardion, William (* 1983), französischer Skibergsteiger
- Bon, Anton (1854–1915), Schweizer Hotelier
- Bon, Bartolomeo, italienischer Baumeister und Bildhauer
- Bon, Delilah (* 1997), britische Hip-Hop- und Punk-Künstlerin
- Bon, François (* 1953), französischer Schriftsteller
- Bon, Giovanni, italienischer Baumeister und Bildhauer
- Bon, Girolamo, italienischer Maler, Theaterdekorateur, Maschinenmeister, Komponist, Professor an Kunstakademie
- Bon, Hans (1882–1950), Schweizer Unternehmer
- Bon, Johannes (1774–1841), niederländischer Geistlicher, alt-katholischer Bischof von Haarlem (1815–1841)
- Bon, Léon (1875–1965), französischer Politiker
- Bon, Léon van (* 1972), niederländischer Radrennfahrer
- Bon, Louis André (1758–1799), französischer Revolutionsgeneral
- Bon, Marcel (1925–2014), französischer Botaniker, Mykologe und Hochschullehrer
- Bon, Marta (* 1962), slowenische Handballspielerin
- Bon, Michel (1944–1969), französischer Radrennfahrer
- Bon, Naftali (1945–2018), kenianischer Leichtathlet
- Bon, Pieter (* 1946), niederländischer Ruderer
- Bon, Seraphim (* 1959), ukrainischer Metropolit der Wahren Orthodoxen Kirche Russlands
- Bon, Simon (1904–1987), niederländischer Ruderer